# Поморська культура

Поширення поморської культури

Поморська культура (померанська культура) — археологічна культура VI—ІІ століть до нашої ери на території Польщі (від Гданського Помор'я) і суміжних з нею областей Білорусі та України.

## Родовід
Приблизно 650 року до Р.Х. виникла з нетрів Лужицької культури між Нижньою Віслою та Парсентою у польському Помор’ї, та розширилася на південь у сточище Вісли та Одри. Приблизно у 200-150 роках до Р.Х. поступилася у Помор’ї та сході Надвісля оксивській культурі й у горішньому сточищі Вісли та на Одрі - пшеворській культурі.
Частина дослідників вважає, що носіями поморської культури були слов'яни.

## Поселення
Для поморської культури характерні неукріплені поселення з наземними житлами стовбової конструкції і напівземлянками. 

## Поховання
Безкурганні могильники з трупоспаленнями переважно в глиняних посудинах — урнах. На урнах часто є зображення людського обличчя, урни стоять у кам'яних скринях, звідки інша назви поморської культури — культура лицьових урн, культура скриньових поховань.

## Господарка
Основним заняттями населення поморської культури були землеробство, осіле скотарство, мисливство та рибальство, а також торгівля бурштином.
Суспільний лад — родовий.

## Пам’ятки
Пам'ятки поморської культури в Україні відкрито у Белзі, Каменці, Тростяниці, Лепесівці тощо.

## Галерея

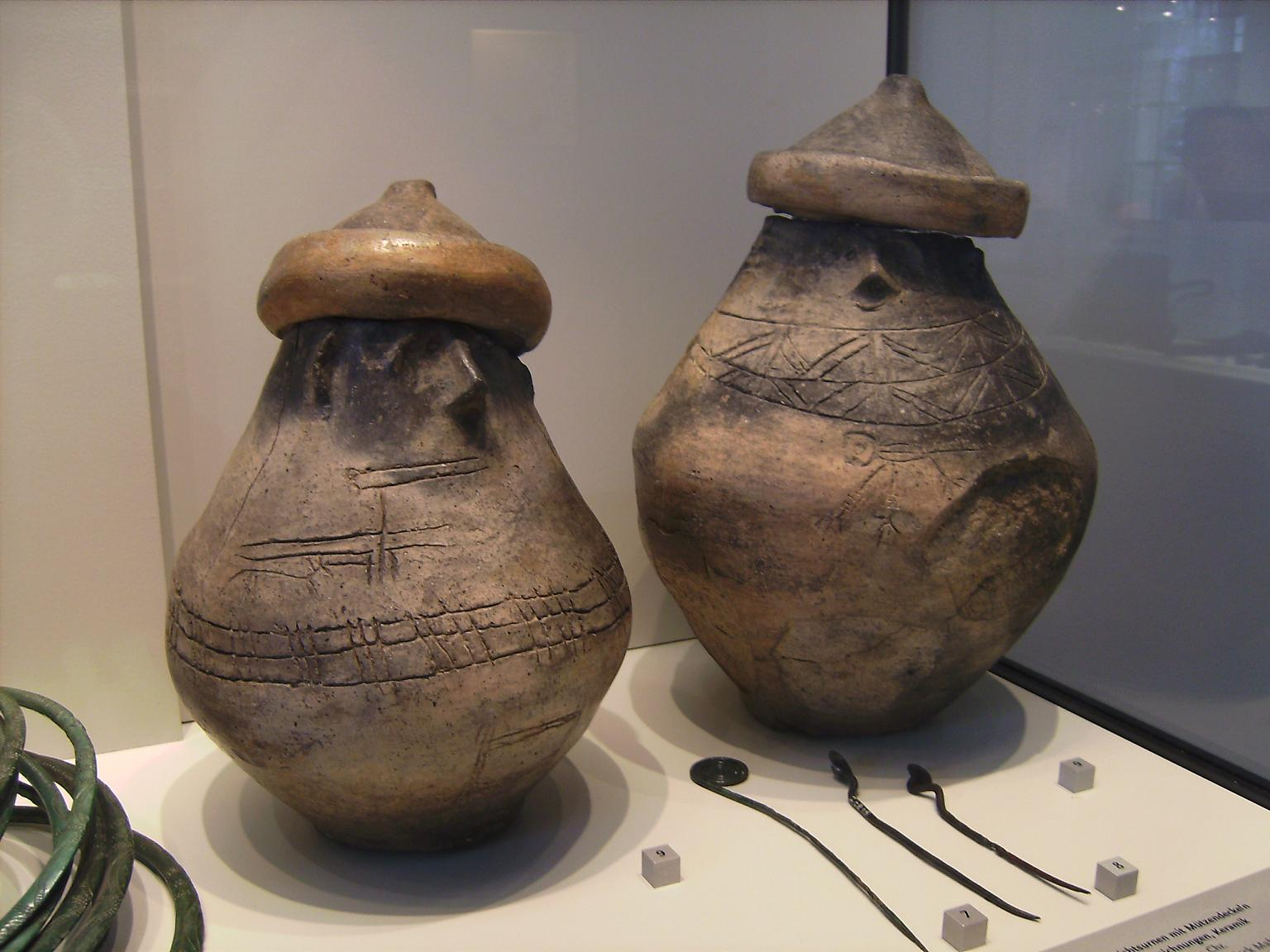
Приклади лицьових урн поморської культури
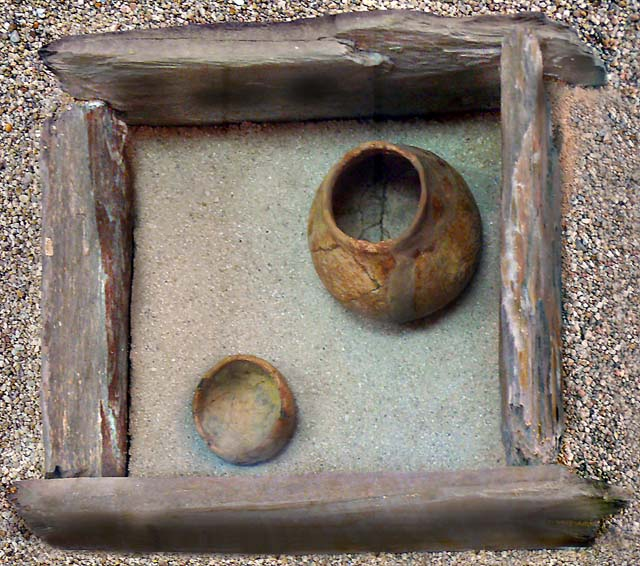
Реконструкція кам'яної поховальної скрині